# Lettischer Volksrat

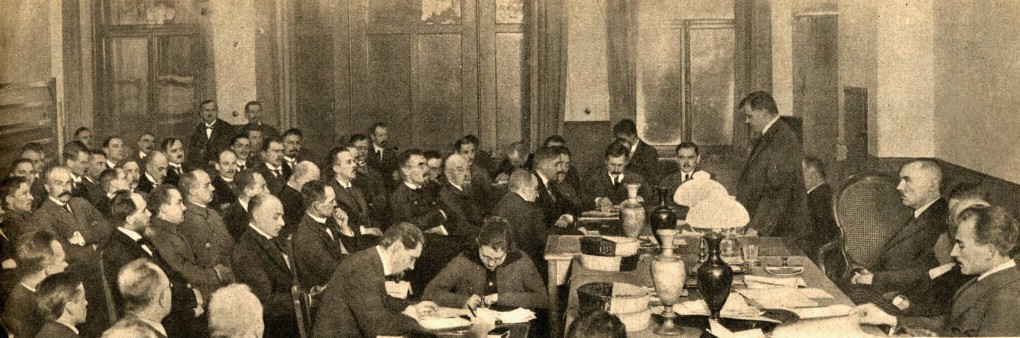
Das erste Plenum des Nationalrats im November 1918. Die Wahrheit ist, dass Premierminister Kārlis Ulmanis steht und Alberts Kvesis sitzt.

Der Lettische Volksrat (lettisch: Latvijas Tautas padome) war die Ratsversammlung, die im November 1918 die lettische Unabhängigkeit erklärte und danach als Übergangsparlament fungierte, bis eine Verfassunggebende Versammlung gewählt werden konnte. 
Der Lettische Volksrat wurde am 17. November 1918 durch die Verschmelzung der Versammlungen zweier lettischer Organisationen gebildet: des Lettischen Vorläufigen Nationalen Rats (Latviešu Pagaidu Nacionalā padome / LPNP) und des Demokratischen Blocks (Demokrātiskais bloks). Ursprünglich bestand der Lettische Volksrat aus 40 Mitgliedern, die allen größeren Parteien Lettlands (mit Ausnahme der extrem rechten und extrem linken) angehörten. Später wurde er auf 245 Vertreter erweitert.
Am 18. November 1918 erklärte der Lettische Volksrat Lettland für unabhängig. Jānis Čakste wurde Vorsitzender des Rates und Kārlis Ulmanis erster Ministerpräsident des Landes. Der Lettische Volksrat diente bis zum 1. Mai 1920 als Übergangsparlament, dann wurde die Verfassunggebende Versammlung (lett.: Satversmes sapulce) gewählt.